# Chrysosoma inflatum
Chrysosoma inflatum är en tvåvingeart som först beskrevs av Becker 1922.  Chrysosoma inflatum ingår i släktet Chrysosoma och familjen styltflugor. Inga underarter finns listade i Catalogue of Life.